# 什普林鄉
45°58′N 23°47′E / 45.967°N 23.783°E
什普林鄉（羅馬尼亞語：Comuna Șpring, Alba），是羅馬尼亞的鄉份，位於該國中部，由阿爾巴縣負責管轄，面積91平方公里，海拔高度365米，2011年人口2,420，人口密度每平方公里27人。